# COMIC Kairakuten
Comic Kairakuten (em japonês: COMIC快楽天) é uma revista de mangá hentai publicada pela Wanimagazine. É uma das revistas mais populares do gênero no Japão. A revista é publicada online em inglês pela FAKKU.

## Visão Geral
A Comic Kairakuten é uma revista de mangá hentai criada em 1994, destacando-se por trabalhos como os do ilustrador Range Murata, em meio a uma tendência de mudança nos estilos artísticos em animes e mangás. O nome da revista é um trocadilho com as palavras kairaku (快楽, "prazer") e rakuten (楽天, "otimismo"), podendo ser interpretado como "paraíso do prazer".
A revista concentra-se principalmente em conteúdo do subgênero vanilla. A editora responsável, Wanimagazine, adota uma postura rigorosa contra a prática de scanlations de seus mangás hentai, frequentemente removendo materiais não autorizados da internet.
Comic Kairakuten é uma das revistas de mangá hentai mais populares do Japão. Entre Outubro de 2008 e Setembro de 2009, houve 350.000 exemplares em circulação. O mesmo aconteceu entre Outubro de 2009 e Setembro de 2010.
Em janeiro de 2017, o serviço de streaming online Komiflo iniciou a distribuição digital da revista. A data de lançamento da edição digital coincide com a data de publicação da versão impressa. Este foi o primeiro método oficial de distribuição digital da Comic Kairakuten.
A partir da edição de agosto de 2019, a revista Comic Kairakuten passou a ser disponibilizada em livrarias com um símbolo indicativo de conteúdo adulto. Essa mudança ocorreu após a interrupção das vendas de revistas adultas em lojas de conveniência.